# Maximiliano Urruti
Maximiliano Urruti (Rosario, 22 februari 1991) is een Argentijns voetballer die als aanvaller voor Montreal Impact in de Amerikaanse MLS speelt.

## Carrière
Zijn allereerste club was Club Defensores de Olivos in Buenos Aires. Na enkele jaren verhuisde zijn familie naar Rosario waar hij tot zijn negentiende speelde bij Club Sagrado Corazón de Rosario, een soort opleidingsploeg voor Newell's Old Boys. Zijn debuut in de Argentijnse eerste klasse was op 14 mei 2011 tegen Racing Club tijdens de play-offs van de Argentijnse Primera División. Hij speelde drie seizoenen voor Newell's Old Boys waar hij 57 wedstrijden speelde en 12 goals maakte. In augustus 2013 werd hij getransfereerd naar Toronto waar hij tweemaal speelde en in september 2013 geruild werd met Bright Dike van de Portland Timbers. Urruti maakte zijn eerste doelpunt in de MLS voor de Portland Timbers op 29 september 2013 waardoor Portland met 1-0 won van LA Galaxy.

## Palmares

### Clubs
Newell's Old Boy
- 2013 Primera División

 Portland Timbers
- 2013 Western Conference (Regulier Seizoen)
- 2015 MLS Cup 2015
- 2015 Western Conference (playoffs): 2015

 FC Dallas
- 2016 Lamar Hunt US Open Cup
- 2016 MLS Supporters' Shield

 Montreal Impact
- 2019 Canadian Championship

## Foto's

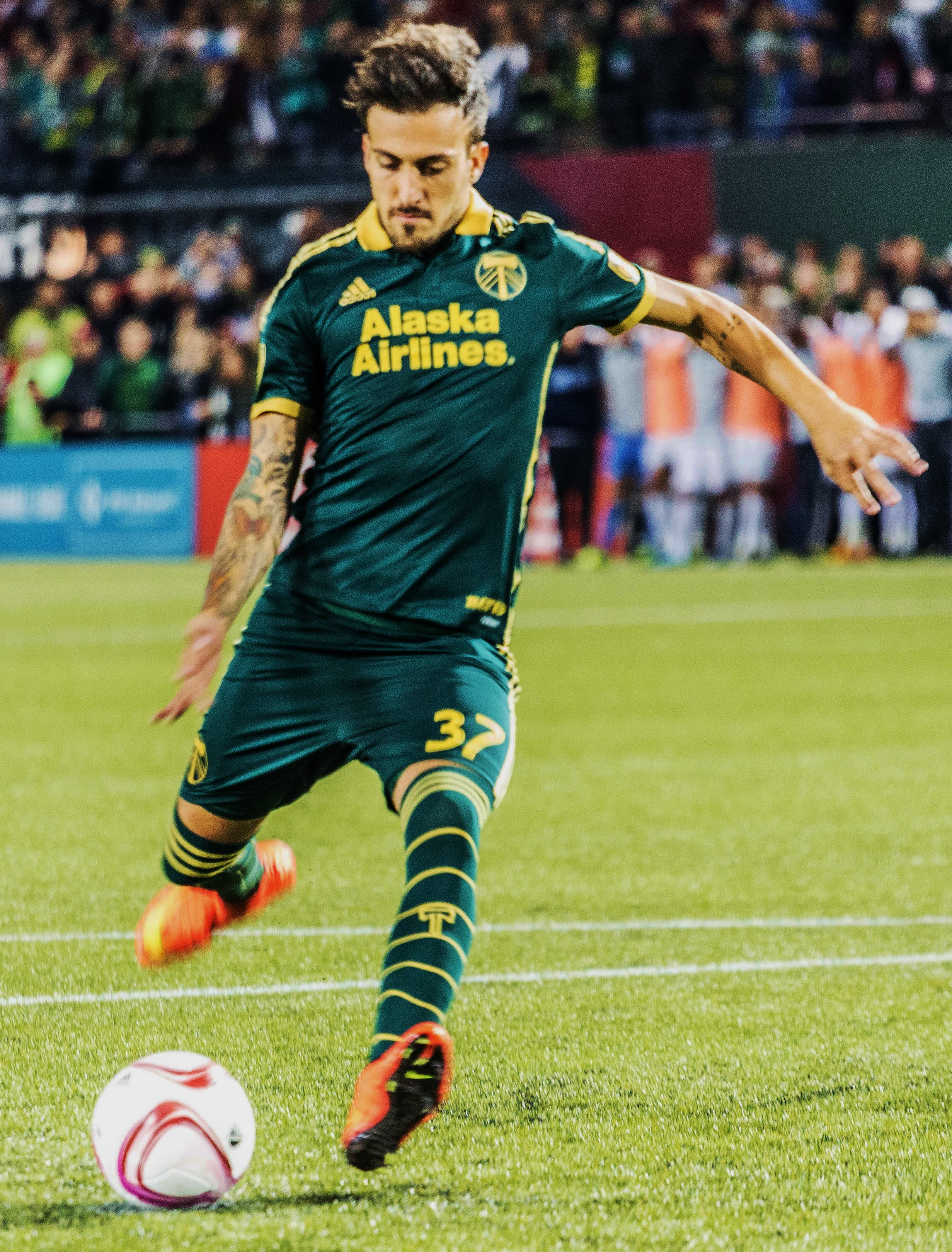
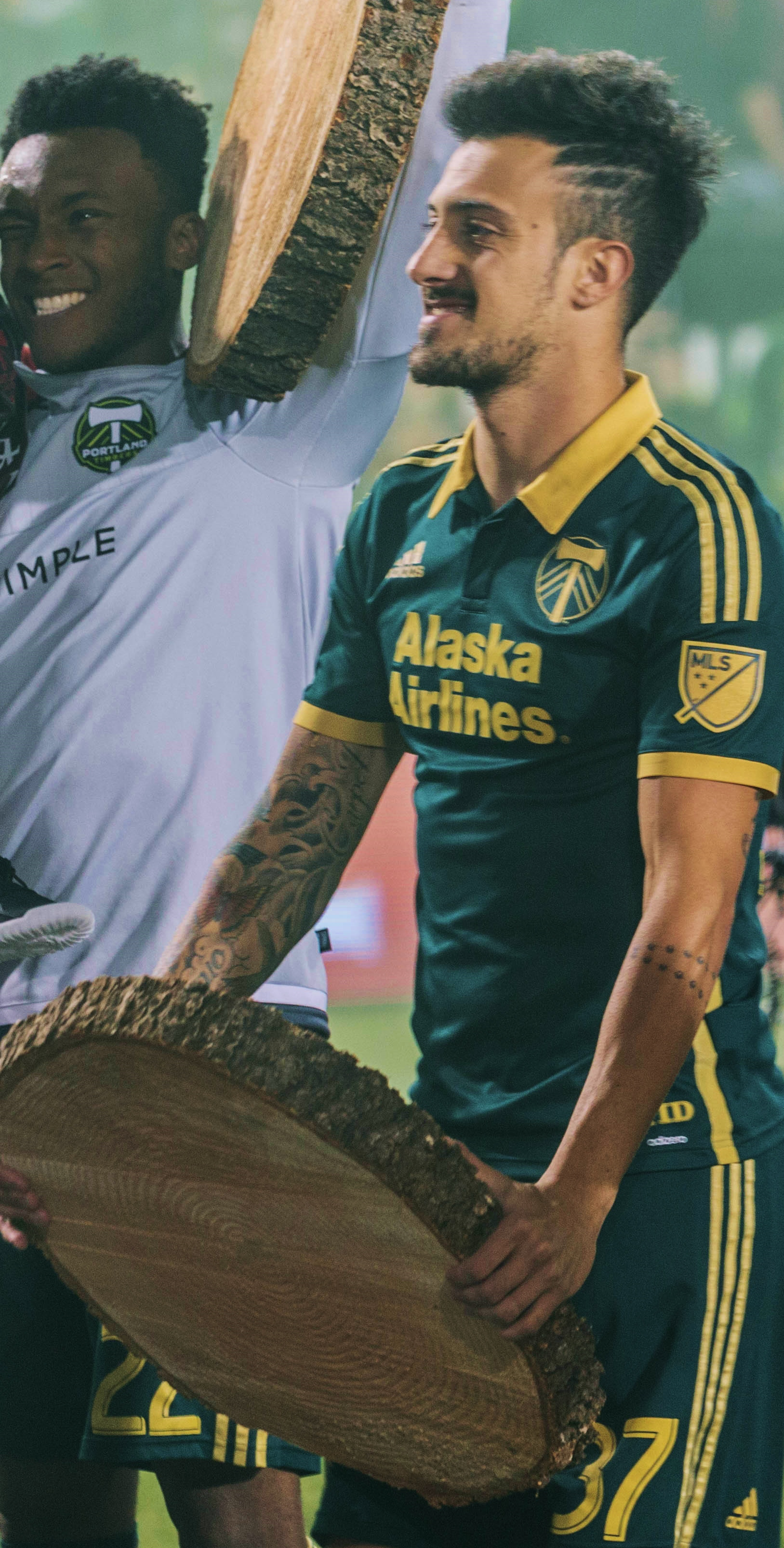

## Clubstatistieken
| Seizoen | Club              | Land | Competitie       | Duels | Goals |
| ------- | ----------------- | ---- | ---------------- | ----- | ----- |
| 2010    | Newell's Old Boys | ARG  | Primera División | 2     | 0     |
| 2011    | Newell's Old Boys | ARG  | Primera División | 26    | 7     |
| 2012    | Newell's Old Boys | ARG  | Primera División | 29    | 5     |
| 2013    | Toronto FC        | USA  | MLS              | 2     | 0     |
| 2013    | Portland Timbers  | USA  | MLS              | 7     | 1     |
| 2014    | Portland Timbers  | USA  | MLS              | 30    | 10    |
| 2015    | Portland Timbers  | USA  | MLS              | 35    | 5     |
| 2016    | FC Dallas         | USA  | MLS              | 32    | 10    |
| 2017    | FC Dallas         | USA  | MLS              | 32    | 12    |
| 2018    | FC Dallas         | USA  | MLS              | 34    | 8     |
| 2019    | Montreal Impact   | USA  | MLS              | 31    | 4     |
| 2020    | Montreal Impact   | USA  | MLS              | 16    | 5     |
| 2021    | Houston Dynamo    | USA  | MLS              |       |       |
| Totaal  |                   |      |                  | 307   | 67    |